# اتحادیه هانزا

محدودهٔ اتحادیهٔ هانزا در شمال اروپا در سال‌های ۱۴۰۰

هانزا (به آلمانی: Hanse) که با نام هانزه و پیمان هانزایی نیز شناخته می‌شود، یک هم‌بستگی اقتصادی بود که بین شهرهای بازرگانی و صنف‌های تجاری برقرار بود و بر بازرگانی شهرهای ساحلی شمال اروپا غالب بود. این پیمان از دریای بالتیک تا دریای شمال در سده‌های ۱۳ تا ۱۷ میلادی ادامه داشت.
این پیمان برای محافظت از منافع اقتصادی و امتیازاتی که حاکم‌های خارجی به بازرگانان در شهرها و کشورها داده می‌شد، ایجاد شده بود. در شهرهای هانزایی، نظام قانونی خاص خودشان و محافظت و حمایت مشترک دوجانبه برقرار بود.
«هانزه» به زبان آلمانی کهن به معنای دسته و گروه است. امروز نام این پیمان با هواپیمایی لوفت‌هانزا به خاطر آورده می‌شود.

## نگارخانه

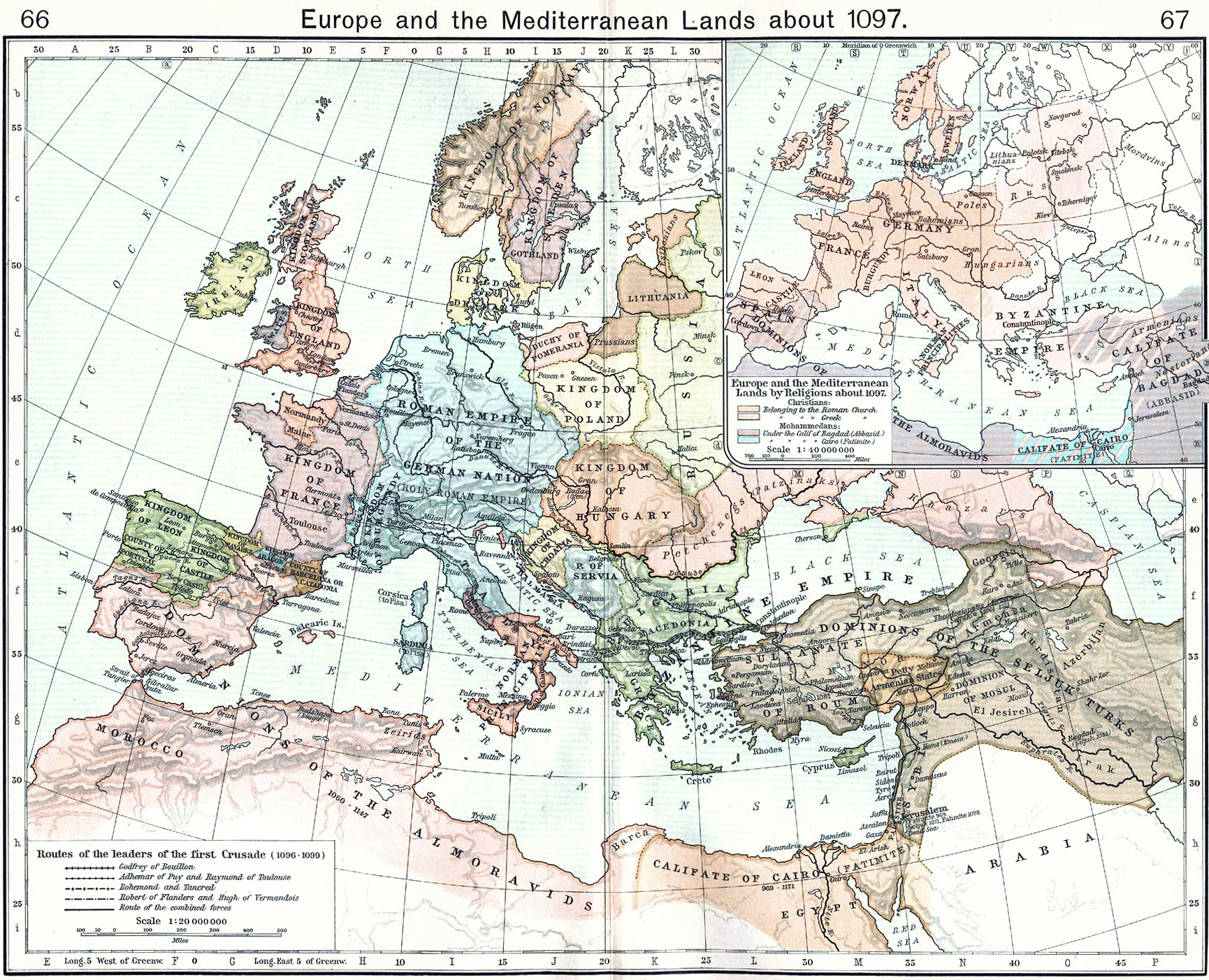
اروپا در ۱۰۹۷
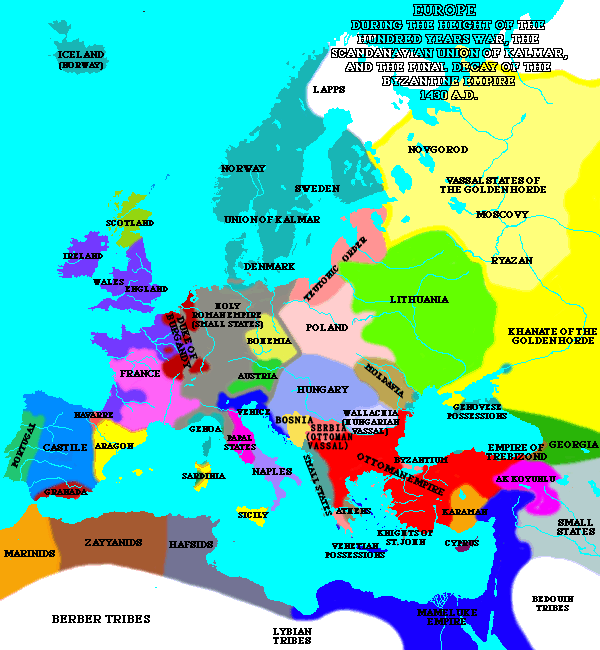
اروپا در ۱۴۳۰
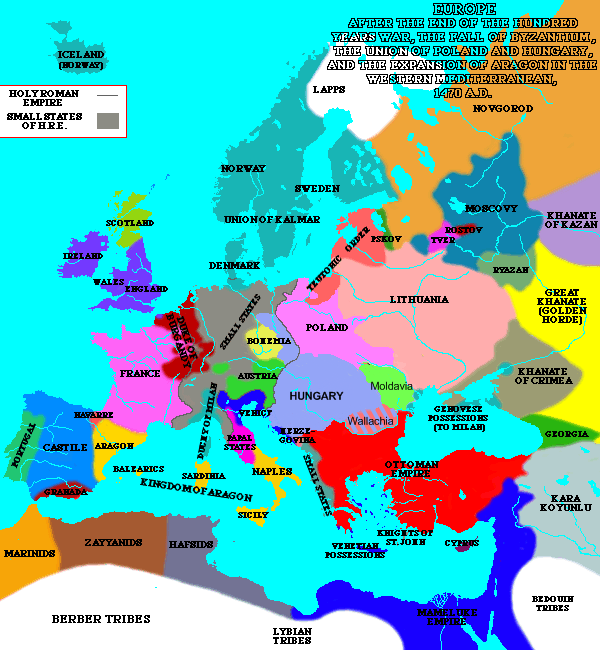
اروپا در ۱۴۷۰
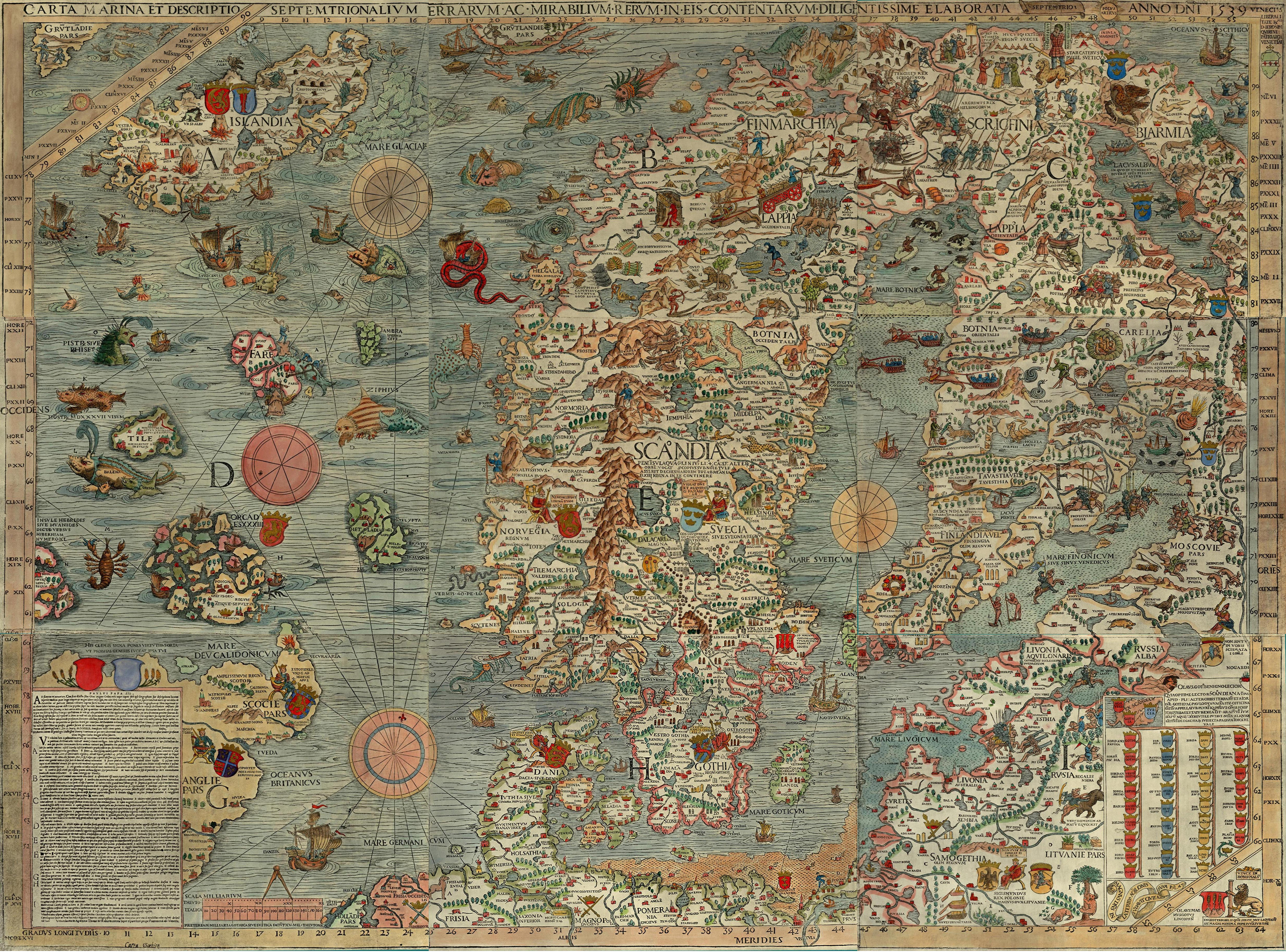